# 170 هـ
170 هـ هي سنة في التقويم الهجري امتدت مقابلةً في التقويم الميلادي بين سنتي 786 و787.

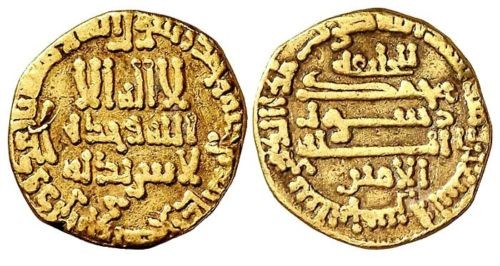
دينار عباسي ضرب في عهد الأمين عام 811م (195هـ)

## أحداث
- تولي الخليفة العباسي هارون الرشيد الخلافة حتى عام 193 هـ

## مواليد
- أبو العباس عبد الله المأمون
- أبو عبد الله محمد الأمين
- ابن حبيب
- أبو الوليد المهري
- الحارث المحاسبي
- الفضل بن مروان
- يونس بن عبد الأعلى

## وفيات
- ابن عياش
- أبو محمد موسى الهادي
- الأحيمر السعدي
- شبيب بن شيبة
- هارون بن موسى النحوي
- والبة بن الحباب
- مراجل أم المأمون
- الحسين صاحب فخ